# 呂宇俊
呂宇俊（英語：Matthew Lui Yue Chun，1972年10月2日—），2006年獲選香港十大傑出青年，恩賢教育中心創辦人，現於溫哥華基督教沐恩堂牧會作堂主任。

## 簡歷
來自單親綜援家庭，亡父是癮君子並曾加入黑社會，母親於其三歲時離家並另組家庭，呂童年則與祖母在彩虹邨生活；呂小學畢業於聖若瑟英文小學，升中時不選擇升讀直屬中學，反而選擇職業先修學校。他初中時曾就讀中華基督教會扶輪中學，後曾於九龍三育中學重讀，1991年首次報考會考得零分。呂曾三次重讀中四，曾於港九潮州公會中學就讀一年夜校，並於1994年再參加會考，取得2A、1B、2D、1E（19分）成績，其後於香港浸會大學宗教及哲學系修獲學士學位（一級榮譽），香港中文大學神道學碩士。
2002年，呂宇俊第一次執教鞭，後與現在恩賢教育校監陳淦濱一起創立恩賢教育中心，擔任校長。呂不定期參與講座，勉勵邊緣學生，並組成「關愛零分同盟」，關注會考考獲零分的學生。呂將其故事自撰成《會考0分與神奇小子》一書。

## 爭議
雖然呂宇俊聲稱獲得菲律賓太歷國立大學（Tarlac State University, TSU）的博士學位，但是該校原本只是一間中學，至1989年才升格為大學；該校在《QS世界大學排名》及《泰晤士高等教育世界大學排名》均榜上無名。而且該校曾與被揭發涉假學歷事件的「博士工廠」國力書院合作，提供16個月迅速畢業的遙距博士課程，學位認可備受質疑。

## 著作
- 《通識教與學》突破出版社2006年1月初版，ISBN 962-8913-08-5
- 《會考0分與神奇小子》突破出版社2005年7月初版，ISBN 962-8791-91-5
- 《呂Sir通識教室‧人際關係篇》呂宇俊、蕭凱欣著，明窗出版社2006年初版，ISBN 962-891-835-4
- 《呂Sir通識教室‧越軌少年成長路》明窗出版社2006年初版，ISBN 962-8918-76-1
- 《你講嘢呀》呂宇俊、歐陽凱琳、洪健崴著，恩賢出版2011年3月初版，ISBN 978-988-19331-1-9

### 訪談/演講錄
- 呂宇俊浪子回頭膺傑青2006年10月9日星島日報
- 會考零分算甚麼？神奇小子倡成功方程式2005年7月28日成報
- 零分亞SIR呂宇俊膺傑青無國2006年10月13日創世電視
- 給考生的見證─基督教真証傳播
- 我學懂了愛呂宇俊專訪
- 青見計劃「Action S4謝師禮 2007」分享「我的故事」（页面存档备份，存于）2007年1月29日
- 如何做個出色的年青領袖 （页面存档备份，存于）主講：呂宇俊，主辦：香港浸會大學學生事務處 2010/11/23

## 外部連結
- 呂宇俊的Facebook專頁
- 零分校長恩賢教育中心校長
- 通識補習班明報通識版呂宇俊答問區